# Vincent Price
Vincent Leonard Price, Jr., conegut artísticament com a Vincent Price (Saint Louis, Missouri, 27 de maig de 1911 − Los Angeles, Califòrnia, 25 d'octubre de 1993) va ser un actor estatunidenc, molt conegut per la seva veu característica i la participació en pel·lícules de terror.

## Biografia
El seu pare ,Vincent Leonard Price, Sr., era el president de la National Candy Company. El seu avi, Vincent Clarence Price, inventà la "Dr. Price's Baking Powder", el primer llevat químic de bitartrat de potassi.
Price va estudiar història a la Universitat Yale.
Va debutar al cinema l'any 1938 en Service de Luxe i el 1944 a Laura dirigida per Otto Preminger i amb el paper femení Gene Tierney.
La primera participació en pel·lícules de terror va ser el 1939 amb Boris Karloff (Tower of London). També va participar en The Web (1947). En la dècada de 1950 va actuar Els crims del museu de cera (1953) un dels primers films en 3D, The Mad Magician (1954), i The Fly (1958). També a la House on Haunted Hill (1959).
A la dècada de 1960 Price actuà en films de pressupost baix sota Roger Corman incloent les adaptacions de l'obra d'Edgar Allan Poe House of Usher (1960), El pou i el pèndol (1961), Tales of Terror (1962), The Comedy of Terrors (1963) El corb (1963), The Masque of the Red Death (1964), i The Tomb of Ligeia (1965).
Va fer el paper del dolent Egghead a les sèries de Batman a la televisió.
El director Tim Burton va fer un curtmetratge en honor de Vincent Price titulat Vincent, que està narrat pel mateix Vicent Price. també va aparèixer dibuixat en un episodi de The Simpsons ("Sunday, Cruddy Sunday").

## Filmografia
Els títols corresponen a pel·lícules, a excepció que s'indiqui el contrari:
| Any  | Títol                                                          | Personatge                                          | Notes                         |
| ---- | -------------------------------------------------------------- | --------------------------------------------------- | ----------------------------- |
| 1938 | Service de Luxe                                                | Robert Wade                                         |                               |
| 1939 | The Private Lives of Elizabeth and Essex                       | Sir Walter Raleigh                                  |                               |
| 1939 | Tower of London                                                | Duc de Clarence                                     |                               |
| 1940 | The Invisible Man Returns                                      | Geoffrey Radcliffe                                  |                               |
| 1940 | Green Hell                                                     | David Richardson                                    |                               |
| 1940 | The House of the Seven Gables                                  | Clifford Pyncheon                                   |                               |
| 1940 | Brigham Young                                                  | Joseph Smith                                        |                               |
| 1941 | Hudson's Bay                                                   | Rei Charles II                                      |                               |
| 1943 | The Song of Bernadette                                         | Vital Dutour                                        |                               |
| 1944 | The Eve of St. Mark                                            | Francis Marion                                      |                               |
| 1944 | Wilson                                                         | William Gibbs McAdoo                                |                               |
| 1944 | Laura                                                          | Shelby Carpenter                                    |                               |
| 1944 | The Keys of the Kingdom                                        | Reverend Angus Mealey                               |                               |
| 1945 | A Royal Scandal                                                | Marqués de Fleury                                   |                               |
| 1945 | Que el cel la jutgi (Leave Her to Heaven)                      | Russell Quinton                                     |                               |
| 1946 | Shock                                                          | Dr. Richard Cross                                   |                               |
| 1946 | Dragonwyck                                                     | Nicholas Van Ryn                                    |                               |
| 1947 | The Web                                                        | Andrew Colby                                        |                               |
| 1947 | Nit eterna (The Long Night)                                    | Maximilian                                          |                               |
| 1947 | Moss Rose                                                      | Inspector Clinner                                   |                               |
| 1948 | Up in Central Park                                             | Boss Tweed                                          |                               |
| 1948 | Abbott and Costello meet Frankenstein                          | Home invisible (veu)                                |                               |
| 1948 | Rogues' Regiment                                               | Mark Van Ratten                                     |                               |
| 1948 | Els tres mosqueters (The Three Musketeers)                     | Primer Ministre Richelieu                           |                               |
| 1949 | The Christmas Carol                                            | Invitat / Narrador                                  | Televisió                     |
| 1949 | The Bribe                                                      | Carwood                                             |                               |
| 1949 | Bagdad                                                         | Pasha Ali Nadim                                     |                               |
| 1950 | The Baron of Arizona                                           | James Addison Reavis (Baron), alias Brother Anthony |                               |
| 1950 | Champagne for Caesar                                           | Burnbridge Waters                                   |                               |
| 1950 | Curtain Call at Cactus Creek                                   | Tracy Holland                                       |                               |
| 1951 | Adventures of Captain Fabian                                   | George Brissac                                      |                               |
| 1951 | His kind of woman                                              | Mark Cardigan                                       |                               |
| 1952 | The Las Vegas Story                                            | Lloyd Rollins                                       |                               |
| 1953 | Els crims del museu de cera (House of Wax)                     | Professor Henry Jarrod                              |                               |
| 1954 | Dangerous Mission                                              | Paul Adams                                          |                               |
| 1954 | La gran nit de Casanova (Casanova's Big Night)                 | Casanova                                            |                               |
| 1954 | The Mad Magician                                               | Don Gallico / Gallico el Gran                       |                               |
| 1955 | Born In Freedom: The Story of Colonel Drake                    | Edwin L. Drake                                      |                               |
| 1955 | Son of Sinbad                                                  | Omar Khayyam                                        |                               |
| 1956 | Serenade                                                       | Charles Winthrop                                    |                               |
| 1956 | Mentre Nova York dorm (While the City Sleeps)                  | Walter Kyne                                         |                               |
| 1956 | The Vagabond King                                              | Narrador                                            |                               |
| 1956 | Els Deu Manaments (The Ten Commandments)                       | Baka                                                |                               |
| 1957 | The Story of Mankind                                           | The Devil                                           |                               |
| 1958 | Half Hour to Kill                                              | Gene Wolcott                                        | Sèrie de televisió            |
| 1958 | Collector's Item                                               | Henry Prentiss                                      | Televisió                     |
| 1958 | The Fly                                                        | François Delambre                                   |                               |
| 1959 | House on Haunted Hill                                          | Frederick Loren                                     |                               |
| 1959 | El gran circ (The Big Circus)                                  | Hans Hagenfeld                                      |                               |
| 1959 | The Tingler                                                    | Dr. Warren Chapin                                   |                               |
| 1959 | Return of the Fly                                              | Francois Delambre                                   |                               |
| 1959 | The Bat                                                        | Dr. Malcolm Wells                                   |                               |
| 1961 | House of Usher                                                 | Roderick Usher                                      |                               |
| 1961 | La reina del Nil (Nefertiti, regina del Nilo)                  | Benakon                                             |                               |
| 1961 | Gordon, il pirata nero                                         | Romero                                              |                               |
| 1961 | Master of the World                                            | Robur                                               |                               |
| 1961 | El pou i el pèndol (The Pit and the Pendulum)                  | Don Nicholas Medina / Sebastian Medina              |                               |
| 1962 | Confessions of an Opium Eater                                  | Gilbert De Quincey                                  |                               |
| 1962 | Tales of Terror                                                | Fortunato / Valdemar / Locke                        |                               |
| 1962 | Convicts 4                                                     | Carl Carmer                                         |                               |
| 1962 | Tower of London                                                | Richard de Gloucester                               |                               |
| 1963 | El corb (The Raven)                                            | Dr. Erasmus Craven                                  |                               |
| 1963 | Diary of a Madman                                              | Simon Cordier                                       |                               |
| 1963 | Beach Party                                                    | Big Daddy                                           |                               |
| 1963 | El palau encantat (The Haunted Palace)                         | Charles Dexter Ward (Joseph Curwen)                 |                               |
| 1963 | Twice-Told Tales                                               | Alex Medbourne / Rappaccini / Gerald Pyncheon       |                               |
| 1964 | The Comedy of Terrors                                          | Waldo Trumbull                                      |                               |
| 1964 | The Last Man on Earth                                          | Dr. Robert Morgan                                   |                               |
| 1964 | The Masque of the Red Death                                    | Prospero                                            |                               |
| 1965 | The Tomb of Ligeia                                             | Verden Fell                                         |                               |
| 1965 | The City Under the Sea                                         | Sir Hugh, el capità                                 |                               |
| 1965 | Dr. Goldfoot and the Bikini Machine                            | Dr. Goldfoot                                        |                               |
| 1965 | The Wild Weird World of Dr. Goldfoot                           | Dr. Goldfoot                                        | Televisió                     |
| 1966 | Batman                                                         | Crani d'ou                                          | Sèrie de televisió            |
| 1966 | Spie vengono dal semifreddo                                    | General Willis / Dr. Goldfoot                       |                               |
| 1967 | The Jackals                                                    | Oupa                                                |                               |
| 1967 | La Casa de las mil muñecas                                     | Felix Manderville                                   |                               |
| 1968 | Witchfinder General                                            | Matthew Hopkins                                     |                               |
| 1968 | More Dead Than Alive                                           | Dan Ruffalo                                         |                               |
| 1969 | No paris de xisclar (Scream and Scream Again)                  | Dr. Browning                                        |                               |
| 1969 | La caixa oblonga (The Oblong Box)                              | Sir Julian Markham                                  |                               |
| 1969 | The Trouble with Girls                                         | Mr Morality                                         |                               |
| 1969 | The Heiress                                                    | Dr. Austin Sloper                                   | Televisió                     |
| 1970 | Cry of the Banshee                                             | Lord Edward Whitman                                 |                               |
| 1970 | Cucumber Castle                                                | Wicked Count Voxville                               | Televisió                     |
| 1971 | The Hilarious House of Frightenstein                           | Narrador                                            | Sèrie de televisió            |
| 1971 | Here Comes Peter Cottontail                                    | Irontail (veu)                                      | Televisió                     |
| 1971 | L'abominable Dr. Phibes (The Abominable Dr. Phibes)            | Dr. Anton Phibes                                    |                               |
| 1971 | What's a Nice Girl Like You...?                                | William Spevin                                      | Televisió                     |
| 1972 | An Evening of Edgar Allan Poe                                  | Narrador                                            |                               |
| 1972 | The Aries Computer                                             |                                                     |                               |
| 1972 | El retorn del Dr. Phibes (Dr. Phibes Rises Again)              | Dr. Anton Phibes                                    |                               |
| 1973 | Teatre de sang (Theatre of Blood)                              | Edward Lionheart                                    |                               |
| 1973 | Columbo                                                        | David Lang                                          | Sèrie de televisió; 1 episodi |
| 1974 | Percy's Progress                                               | Stavos Mammonian                                    |                               |
| 1974 | Black Day for Bluebeard                                        | Michael Bastion                                     | Televisió                     |
| 1974 | Manicomi (Madhouse)                                            | Paul Toombes                                        |                               |
| 1975 | Alice Cooper: The Nightmare                                    | L'esperit del malson                                | Televisió                     |
| 1975 | Journey Into Fear                                              | Dervos                                              |                               |
| 1976 | The Butterfly Ball                                             | Narrador (veu)                                      |                               |
| 1977 | Lindsay Wagner: Another Side of Me                             | Televisió                                           |                               |
| 1978 | Ringo                                                          | Dr. Nancy                                           | Televisió                     |
| 1979 | The Strange Case of Alice Cooper                               | Narrador (veu)                                      | Vídeo                         |
| 1979 | Time Express                                                   | Jason Winters                                       | Sèrie de televisió            |
| 1979 | Deixalles valuoses (Scavenger Hunt)                            | Milton Parker                                       |                               |
| 1980 | The Monster Club                                               | Eramus                                              |                               |
| 1980 | Pogo for President: 'I Go Pogo'                                | The Deacon (veu)                                    |                               |
| 1981 | Freddy the Freeloader's Christmas Dinner                       | Professor Humperdo                                  | Televisió                     |
| 1981 | Mystery!                                                       | Invitat (1981-1989)                                 | Sèrie de televisió            |
| 1982 | Vincent                                                        | Narrador (veu)                                      |                               |
| 1982 | Ruddigore                                                      | Sir Despard Murgatroyd                              | Televisió                     |
| 1983 | La mansió de les ombres allargades (House of the Long Shadows) | Lionel Grisbane                                     |                               |
| 1984 | Bloodbath at the House of Death                                | Home sinistre                                       |                               |
| 1984 | Snow White and the Seven Dwarfs                                | El Mirall Màgic                                     | Televisió                     |
| 1985 | The 13 Ghosts of Scooby-Doo                                    | Vincent VanGhoul (veu)                              | Sèrie de televisió            |
| 1986 | The Nativity                                                   | Rei Herodes (veu)                                   |                               |
| 1986 | Bàsil, el ratolí detectiu (The Great Mouse Detective)          | Professor Ratigan (veu)                             |                               |
| 1987 | Sparky's Magic Piano                                           | Henry, pare de Sparky                               | Vídeo                         |
| 1987 | The Whales of August                                           | Mr. Maranov                                         |                               |
| 1987 | From a Whisper to a Scream                                     | Julian White                                        |                               |
| 1988 | Dead Heat                                                      | Arthur P. Loudermilk                                |                               |
| 1990 | Camí de retorn (Catchfire)                                     | Mr Avoca                                            |                               |
| 1990 | Edward Scissorhands                                            | L'inventor d'Edward                                 |                               |
| 1993 | The Heart of Justice                                           | Shaw                                                | Televisió                     |